# Pleasant Valley (hrabstwo Dutchess)
Pleasant Valley – jednostka osadnicza w Stanach Zjednoczonych, w stanie Nowy Jork, w hrabstwie Dutchess.